# Dick Lips
"Dick Lips" é um single da banda estadunidense Blink-182, lançado dia 24 de fevereiro de 1998 pela gravadora Grilled Cheese Records. No álbum ao vivo The Mark, Tom, and Travis Show (The Enema Strikes Back!), a canção foi listada como "Rich Lips".

## Faixas[2][3]
1. "Dick Lips" – 2:56
2. "Apple Shampoo" – 2:52
3. "Wrecked Him" – 2:50
4. "Zulu" – 2:07